# Sibirski leming
Sibirski leming (lat. Lemmus sibiricus) - vrsta malenog glodavca iz porodice Muridae, raširen je na sjevernoj obali i priobalju Sibira, po tundrama, kao i na susjednim otocima, i sjeveru Kanade i Aljaski. 
Sibirski leming živi po jazbinama u velikim kolonijama. Reproduktivne aktivnosti započinju u lipnju i završavaju u kolovozu. Tijekom ljeta ženka ima 4-5 legla s 5 do 6 mladih u svakom leglu. Nakon prvog zimovanja život završavaju nakon sljedeće sezone parenja. 
Leminzi su hrana za nekoliko vrsta grabežljivaca, to su neke vrsta ptica (sove) i arktička lisica. Zimi kopa tunele ispod snijega. Hrani se biljem.